# NiKo
Nikola „NiKo“ Kovač (* 16. února 1997, Brčko) je bosenský profesionální hráč počítačové hry Counter-Strike 2. Momentálně hraje za tým Falcons Esports.

## Kariéra
Nejdříve hrál v menším týmu iNation, později však zaujmul německou esportovou organizaci Mousesports. V roce 2017 přestoupil do mezinárodního týmu Faze Clanu, se kterým se dostal až do finále ELEAGUE Major 2018 kde podlehli ve finále Cloud9. V roce 2020 přestoupil do Evropského giganta G2 Esports. Zúčastnil se několika velkých událostí a Majorů včetně ESL One: Cologne 2016, PGL Major Kraków 2017, ELEAGUE Major 2018, FACEIT Major: London 2018. I přestože je považován za jednoho z nejlepších hráčů v historii CS:GO, nikdy Major nevyhrál.

## Ocenění
- Byl zvolen jako jedenáctý nejlepší hráč roku 2016 serverem HLTV.[6]
- Byl zvolen jako druhý nejlepší hráč roku 2017 serverem HLTV.[7]
- Byl zvolen jako třetí nejlepší hráč roku 2018 serverem HLTV.[8]
- Byl zvolen jako jedenáctý nejlepší hráč roku 2019 serverem HLTV.[9]
- Byl zvolen jako čtvrtý nejlepší hráč roku 2020 serverem HLTV.[10]
- Byl zvolen jako třetí nejlepší hráč roku 2021 serverem HLTV.[11]
- Byl zvolen jako pátý nejlepší hráč roku 2022 serverem HLTV.[12]
- Byl zvolen jako druhý nejlepší hráč roku 2023 serverem HLTV. [13]